# القفص الحديدي
القفص الحديدي، وهو مفهوم في علم الاجتماع عرفه ماكس فيبر، ويشير إلى زيادة العقلنة في الحياة الاجتماعية، وبخاصة في المجتمعات الرأسمالية الغربية. ويقع الأفراد أسرى في النظم القائمة على الغائة والكفاءة والحسابات العقلانية. كما وصف فيبر بيروقراطية النظام الاجتماعي بأنها «ليلة قطبية جليدية ظلماء».

أصبح ماكس فيبر مهتماً بالفعل الأجتماعي والمعنى الذاتي الذي يضفيه الأشخاص لأفعالهم وتفاعلاتهم في سياق اجتماعي محدد، كما قال بالمثالية التي تعني اننا نعرف الأشياء من خلال المعنى الذي نعطيه لها، وهذا ما قاده للاهتمام بالسلطة والقوة في مصطلحي البيروقراطية والعقلانية. وهكذا فإن القفص الحديدي هو أحد القواعد والقوانين التي نتعرض لها جميعا وتفرض السلطة البيروقراطية علينا الالتزام به.

## البروقراطية والعقلنة
يقول ماكس فيبر: «مسار التطور يفرض بروز الحسابات المعقلنة على حساب حس الأخوة التقليدي، ويزيح العلاقة الدينية القديمة»

السمة المميزة للمجتمعات الحديثة هي تغير دوافع سلوك الأفراد، أصبح الفعل الاجتماعي مؤسساً على الكفاءة بدلاً عن الأنماط القديمة القائمة على النسب والقرابة، صار السلوك موجهاً نحو لأهداف عقلانية وليس بالقيم والتقاليد.بحسب فيبر فإن التحول من الشروط القديمة الحاكمة للسلوك الاجتماعي بالعرق والنسب نحو الشرط الجديد ذي القواعد الصارمة، كان نتيجة مباشرة لنمو البيروقراطية والرأسمالية.

## تأثيرات البيروقراطية

### التأثيرات الإيجابية
البيروقراطيات هي قطع مع اسلوب الإدارة في مرحلة الإقطاع عندما كان الناس يترقون في الخدمة عن طريق المحسوبية والأهواء الشخصية أو عن طريق الرشاوي والتزلف، لأنه الآن هناك قواعد معروفة، حيث الترقي حسب الأقدمية، ونظام للمحاسبة، يعتقد ماكس فيبر أن هذا قد أثر على المجتمع الحديث وعلى طريقة تصرفنا الآن خاصة سلوكنا السياسي.

سمات البيروقراطية النموزجية بالنسبة لماكس فيبر هي:
1. تسلسل هرمي للسلطة
2. المؤسسية أو اللاذاتية
3. وجود لوائح مكتوبة تحكم السلوك
4. تقسيم العمل حسب الاختصاص
5. الكفاءة

يرى فيبر أن البيروقراطيات هي أنظمة موجهة لأهداف مؤسسة على مبادئ عقلانية وتستخدم لتحقيق هذه الأهداف بكفاءة.و لكن مع ذلك هناك قيود ومعوقات لهذا النظام البيروقراطي.

### التأثيرات السلبية
البيروقراطيات تركز الكثير من السلطة في أيدي مجموعة قليلة العدد من الناس وغالباً ما تكون غير خاضعة للنظام، يعتقد فيبر ان أولئك الذين يسيطرون على هذه المؤسسات يتحكمون في جودة حياتنا أيضاً، وتتحول البيروقراطيات مع الوقت إلى نوع من حكم الأقلية (الأوليغارشية) عندما يكون عدد قليل من المسؤولين الرسميين هم السلطة الإقتصادية والسياسية. ولأن البيروقراطية هي شكل من التنظيم أعلى من كل الأشكال الأخرى، فإن مزيداً البيروقراطية والعقلنة ربما يتحول إلى قدر لا يمكن تجنبه.